# Groenland-Occidental
Le Groenland-Occidental (Vestgrønland en danois et en groenlandais Kitaa, littéralement « Ouest ») était le nom d’un des trois anciens comtés du Groenland, avec ceux de Tunu à l’est et Avannaa au nord. Son siège se situait à Nuuk. Il s’agissait du comté le plus peuplé de l’île avec une population d’environ 50 000 habitants (90 % des habitants du territoire). Ce découpage a été changé le 31 décembre 2008 ; les quatre municipalités (Kujalleq, Sermersooq, Qeqqata et Qaasuitsup, du sud au nord) recoupent le territoire.
Kitaa s’étend de la pointe sud du Groenland et remonte vers le nord le long de la mer du Labrador, du détroit de Davis et de la baie de Baffin.
Quinze des dix-huit communes du Groenland se trouvent sur le territoire du comté. Néanmoins, comme pour l’ensemble du Groenland, l’intégralité de la population se trouve dans des villes et villages situés en bord de mer, les terres étant uniquement occupées par l’inlandsis.